# Prune (prénom)
Pour les articles homonymes, voir Prune (homonymie).
Prune est un prénom féminin floral fêté le 5 octobre ou le 8 juin, comme sainte Fleur.

## Personnalités portant ce prénom
- Prune Antoine (1981-), journaliste française.
- Prune Beuchat (1982-), actrice suisse.
- Prune Nourry (1985-), artiste plasticienne française.